# Facialcázar
Facialcázar o Facialcazar va ser una població medieval a l'actual província de Sevilla, situada en l'emplaçament de la ciutat romana de Salpensa, el turó del Casar. Per extensió, la mateixa denominació rebria el districte musulmà en què es trobava, entre Utrera i El Coronil.
Després de la nova cristianització de la zona, a la seva església s'hi venerava a una talla de la Mare de Déu de Consolació, que va ser portada abans del seu definitiu despoblament a El Coronil, juntament amb altres béns, entre ells un calze que encara es conserva.